# Ianiropsis breviremis
Ianiropsis breviremis is een pissebed uit de familie van de Janiridae. De wetenschappelijke naam van de soort is voor het eerst geldig gepubliceerd in 1883 door Georg Ossian Sars.